# Hawaiarca uwaensis
Hawaiarca uwaensis is een tweekleppigensoort uit de familie van de Arcidae. De wetenschappelijke naam van de soort is voor het eerst geldig gepubliceerd in 1928 door Yokoyama.